# This Is Forever
This Is Forever es el segundo álbum de estudio de la banda She Wants Revenge. Fue lanzado el 9 de octubre del 2007. La imagen de la carátula del álbum es literalmente parecida a su antecesor, She Wants Revenge, pero con unas diferencias: la modelo aparece con un vestido negro (que particularmente se utilizan en funerales) y en su mano, la que tiene atrás, que puede ser visible en la parte trasera de la carátula, está sosteniendo rosas negras, no un cuchillo de cocina como en el álbum anterior.

## Lista de canciones
1. "First, Love" – 1:52
2. "Written in Blood" – 5:00
3. "Walking Away" – 3:42
4. "True Romance" – 4:10
5. "What I Want" – 3:42
6. "It's Just Begun" – 4:06
7. "She Will Always Be a Broken Girl" – 5:22
8. "This Is the End" – 5:44
9. "Checking Out" – 5:35
10. "Pretend the World Has Ended" – 4:14
11. "Replacement" – 5:32
12. "All Those Moments" – 2:36
13. "Rachael" – 4:27 (solamente en la edición especial)
14. "...And A Song For Los Angeles" – 5:02 (Best Buy Bonus Track)
15. "What I Want" (SWR Remix) – 3:58 (Indie Record Store Bonus Track)

## Personal
- Justin Warfield – voz, guitarra, teclados
- "Adam 12" Bravin – bajo, teclados, guitarra, batería, percusión, programador, voz
- Michael Patterson – Mezclados

## Exclusivas
- La edición de Circuit City viene con un póster gratis.
- La versión de Best Buy viene con un ringtone gratis de "True Romance", así como una primicia exclusiva, del sencillo "...And A Song For Los Angeles".
- En iTunes viene exclusivamente gratis la canción "Love to Sleep", por la compra del álbum.

## Posicionamiento
| Listas (2007)      | Posición |
| ------------------ | -------- |
| U.S. Billboard 200 | 58       |